# Бастардо Магарачский
Баста́рдо магарачский — технический (винный) сорт винограда, используемый в Крыму и Молдавии для производства красных вин.

## История создания
Получен во ВНИИВиВ «Магарач» Н. В. Папоновым и В. В. Зотовым от скрещивания сортов Бастардо и Саперави (1928). Селекционный номер 217. Районирован в 1949 в УССР и в МССР.
Сорт включен в Атлас «Лучшие сорта винограда в СССР». Возделывается на нескольких тысячах гектаров в Крыму, Молдавии, Украине. Сортовой посадочный материал закупался Болгарией, Польшей, Италией, Румынией.

## Основные характеристики
Кусты среднерослые.
Листья средние, округлые, пятилопастные, среднерассечённые, гладкие, матовые снизу с паутинисто-щетинистым опушением. Черешковая выемка закрытая, с овальным просветом, с острым дном.
Цветок обоеполый.
Грозди средние, конические, средней плотности.
Ягоды средние, овальные, тёмно-синие с густым восковым налётом. Кожица тонкая, непрочная. Мякоть сочная с шоколадными тонами.
Вызревание побегов хорошее.
Сорт средне-позднего периода созревания. Период от начала распускания почек до полного созревания ягод 145-155 дней при сумме активных температур 2900-3100°С.
Урожайность высокая — 180-220 ц/га.
Сорт морозоустойчив. Устойчивость к болезням и вредителям низкая.

## Применение
Используется для потребления в свежем виде, для производства соков, столовых сухих, полусладких, десертных, ликёрных вин.
Производители вин с маркой «Бастардо» в Крыму: Магарач, Массандра, Коктебель, Инкерман, Голицынские вина, Крымский погребок, Oreanda, Золотая Балка. В Молдавии – Vinaria Bostavan.
Десертные вина с маркой «Бастардо» имеют густоокрашенный, темно-гранатовый цвет с характерными для них тонами в букете и во вкусе, достаточно маслянистые, гармоничные.
Виноматериалы сорта «Бастардо Магарачский» широко используются в купаже при изготовлении  портвейнов, десертных, столовых полусладких и сухих вин, имеющих другие марки. Производителями этого типа напитков являются фирмы: Коктебель (завод), Магарач, Массандра, Солнечная долина, Легенды Крыма, Крымский винный дом.